# John Dee
John Dee (født 13. juli 1527 i London, død 1608/09 i Mortlake) var en engelsk matematiker, astrolog og militær strateg for både dronning Mary I og dronning Elisabeth I af England. Ophavsmand til "enokiansk magi".